# Dawid Dawydzik
Dawid Dawydzik (Legnica, 7 de diciembre de 1994) es un jugador de balonmano polaco que juega de pívot en el Orlen Wisła Płock. Es internacional con la selección de balonmano de Polonia.
Su primer gran campeonato con la selección fue el Campeonato Europeo de Balonmano Masculino de 2020.

## Palmarés

### Orlen Wisła Płock
- Copa de Polonia de balonmano (2): 2023, 2024
- Liga de Polonia de balonmano (1): 2024

## Clubes
| Club               | País    | Año       |
| ------------------ | ------- | --------- |
| Dziewiątka Legnica | Polonia | ?-2014    |
| Żagiew Dzierżoniów | Polonia | 2014-2016 |
| Śląsk Wrocław      | Polonia | 2016-2017 |
| Zagłębie Lubin     | Polonia | 2017-2019 |
| KS Azoty-Puławy    | Polonia | 2019-2022 |
| Orlen Wisła Płock  | Polonia | 2022-Act. |